# Sulfasalazină
Sulfasalazina (sau salazosulfapiridina) este un medicament utilizat în tratamentul artritei reumatoide, colitei ulcerative și a bolii Crohn. Este un medicament de primă intenție în tratamentul artritei reumatoide. Modul de administrare este oral.

## Efecte adverse
Reacții adverse importante apar doar la aproximativ 25% dintre pacienții cu tratament. Cele mai comune sunt pierderea apetitului, greață, cefalee și erupții.

## Farmacologie
Sulfasalazina este un promedicament de tip azoderivat. Aproximativ 90% din cantitatea ingerată de sulfasalazină ajunge la nivelul colonului, unde este metabolizată sub acțiunea azoreductazelor bacteriene la sulfapiridină și mesalazină (acid 5-aminosalicilic sau 5-ASA). Ambii metaboliți sunt activi: sulfapiridina are caracter antibacterian local, iar mesalazina are caracter antiinflamator și imunosupresiv.